# Tank and the Bangas
Tank and the Bangas sind eine US-amerikanische Musikgruppe mit Sitz in New Orleans, Louisiana. Die Band spielt Musik mit verschiedenen Einflüssen aus der Rockmusik, dem Jazz, dem Hip-Hop, dem Funk und anderen Musikrichtungen. Sie wurde als „Best New Artist“ für einen Grammy bei den Grammy Awards 2020 nominiert.

## Geschichte
Die Mitglieder von Tank and the Bangas trafen sich bei einer Open-Mic-Show namens Jerk Chicken Sam’iches im inzwischen geschlossenen Blackstar Cafe and Books in New Orleans und gründeten die Band 2011. Sie wird von Tarriona „Tank“ Ball als Leadsängerin geleitet, die vorher als Slam-Poet bekannt wurde. Ergänzt wird die Band durch den Schlagzeuger Joshua Johnson als musikalischer Leiter, Norman Spence am Bass und am Synthesizer, Merell Burkett und Merell Burkett jr. am Keyboard sowie Albert Allenback am Alt-Saxophon und der Flöte. Weitere aktive Mitwirkende sind Jonathan Johnson am Bass, Anjelika „Jelly“ Joseph als Background-Sängerin, Etienne Stoufflet am Tenor-Saxophon und Danny Abel an der Gitarre. Zu den früheren Bandmitgliedern gehören Joe Johnson am Keyboard, der jetzt bei der New Orleans Jazz-Fusion-Band Slugger spielt, und die Background-Sängerin Kayla Buggage. Außerdem waren der Gitarrist Keenan McRae und die Perkussionistin Nita Bailey ursprüngliche Mitglieder der Gruppe und spielten auf ihrem Debütalbum mit.

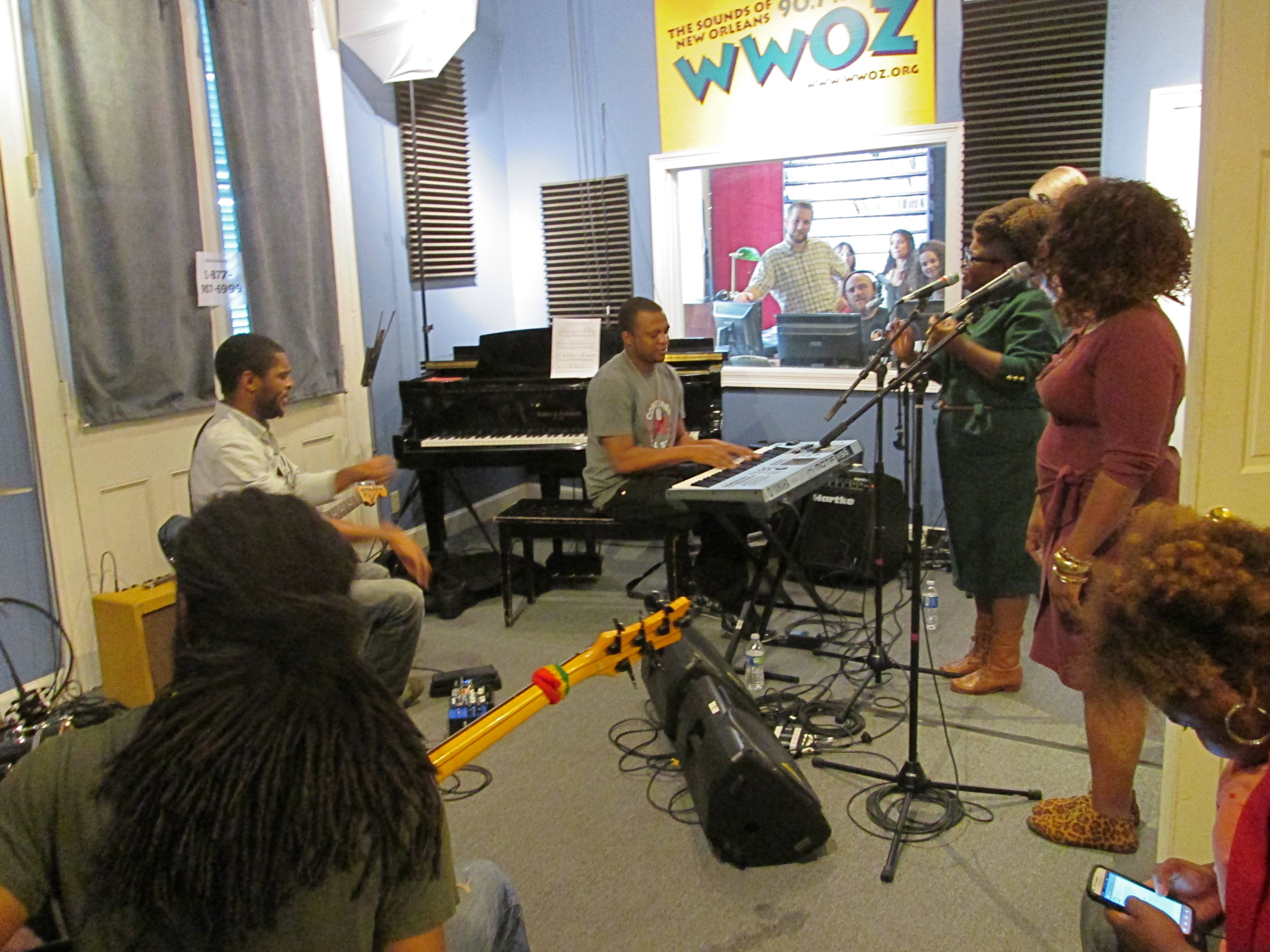
Tank and the Bangas bei einer Live-Performance in der Radiostation WWOZ, New Orleans 2013

2014 wurden Tank and the Bangas die Band mit dem Titel „Emerging Artist of the Year“ des Magazins Off-Beat in New Orleans ausgezeichnet. 2017 gewann die Band den NPR Tiny Desk Contest. Am 20. November 2019 wurden sie in der Kategorie „Best New Artist“ für die Grammy Awards 2020 nominiert, unterlagen allerdings bei der Verleihung der Sängerin Billie Eilish.

## Stil
Heather Rudow beschrieb die Musik der Gruppe in der Zeitung The Washingtonian als „lebendige Verschmelzung von Funk, Soul, Hip Hop, Rock und gesprochenem Wort.“ Die Musiker der Gruppe nennen eine Vielzahl von Genres, mit denen sie sich identifizieren, darunter Rock, Folk, Gospel und Anjelika „Jelly“ Josephs Erfindung „Soulful Disney“. Neben Disney erwähnt die Band auch Anime als Einfluss auf die „kindliche“ und „magische“ Sensibilität der Band.

## Diskografie
Studioalben
- 2013: Thinktank
- 2019: Green Balloon

Live-Alben
- 2014: The Big Bang Theory: Live at Gasa Gasa
- 2018: Live Vibes
- 2019: Live Vibes 2

Singles
- 2013: Rhythm of Life
- 2017: Quick
- 2018: Smoke.Netflix.Chill
- 2018: Spaceships
- 2019: Ants
- 2019: Nice Things